# Foederati

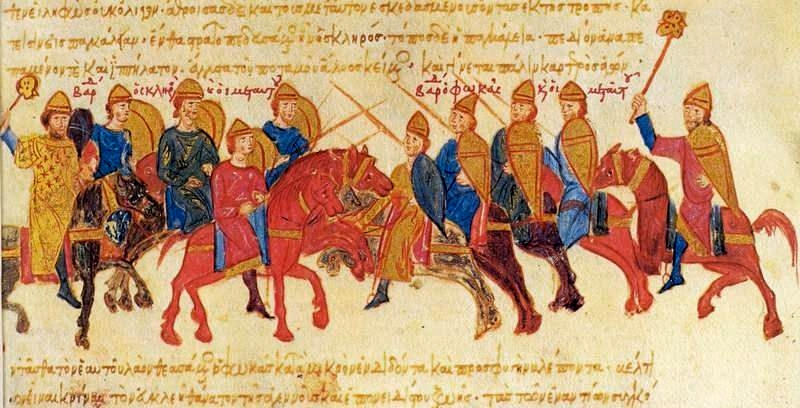
Iluminace bitvy na přelomu let 978 a 979 v Byzanci

Foederati (latinsky spojenci) byly vojenské jednotky barbarských kmenů, především germánského původu, včleňované na základě smlouvy (foedus) do římské armády. To si vynutily především podmínky v pozdně římském císařství. V té době byla římská říše napadána stále novými barbarskými útočníky, které nebyla schopna zvládnout. Současně trpěla armáda nedostatkem vojáků. Zařazování federátů do římského vojska bylo nouzovým řešením, které v sobě neslo mnohá nebezpečí. Jedním z nich byla silná barbarizace nejen armády, ale celé římské společnosti, neboť Germáni pronikli do různých sfér správního aparátu včetně císařského dvora. Druhé nebezpečí představovala možnost, že se germánští federáti spojí se svými soukmenovci, proti kterým měli bojovat.

## Gótové jako římští foederáti
Římskými spojenci se za vlády Konstantina Velikého stali Gótové, sídlící v severním Podunají. Po příchodu Hunů překročili roku 376 římskou hranici na Dunaji a požádali císaře Valenta o azyl. Panovník se rozhodl přijmout pouze jednu skupinu, Tervingy, a usadil je jako federáty v podunajských provinciích, především v Thrákii. Doufal, že tímto způsobem posílí obranu dunajské hranice a sám se bude moci věnovat válce s Persií. Vzápětí však došlo k mohutnému povstání gótských spojenců, ke kterým se připojila druhá gótská skupina, Greutungové, která si vynutila přechod přes Dunaj. Gótové vyplenili téměř celý Balkán a roku 378 porazili římské vojsko u Adrianopole. Teprve roku 382 se císařům Theodosiovi I. a Gratianovi podařilo Góty uklidnit a uzavřít s nimi dohodu (foedus). Gótové byli znovu usazeni na území říše, získali půdu a bylo jim povoleno řídit se vlastními zákony, to znamená, že si zachovali značnou autonomii, nesměli však mít svého náčelníka. Jako foederáti byli povinni službou v římském vojsku a řada gótských velmožů poté udělala kariéru v římských legiích.
Koncem 5. století sídlila v Thrákii skupina gótských federátů, která zastávala vysoce privilegované postavení a měla blízko k panovnickému dvoru. V jejím čele stál Theodorich Strabón. Tato skupina se dostala do konfliktu s Góty, kteří sem přišli pod vedením Theodoricha z rodu Amalů z Panonie. Jejich spory podněcoval císař. Vzápětí se ovšem panonští i thráčtí Gótové spojovali proti císaři a pořádali ničivé nájezdy do vnitrozemí říše. Po Strabónově smrti v roce 481 se obě skupiny sjednotily pod vládou Theodoricha Amala, a položili tak základy novému mocnému politickému celku Ostrogótů. Roku 483 uzavřeli s císařem Zenonem, kterému nezbývalo než respektovat Theodorichovy úspěchy, dohodu, na jejímž základě byli panonští Gótové usazeni v Dácii a Moesii a Theodorich jmenován císařským vojevůdcem s vysokým ročním platem a konzulem na rok 484, což představovalo pro barbarského krále nevídané pocty. Roku 488 odešli Ostrogóti na Zenonův podnět do Itálie, aby zde bojovali proti Skiru Odoakerovi, římskému vojevůdci germánského původu, kterého prohlásili germánští žoldnéři roku 476 po sesazení posledního římského císaře Romula Augustula za panovníka.